# ستيفاني آدامز
ستيفاني آدامز (بالإنجليزية: Stephanie Adams)‏ هي عارضة أمريكية، ولدت في 24 يوليو 1970 في أورانج ‏ في الولايات المتحدة، وتوفيت في 18 مايو 2018 في مانهاتن في الولايات المتحدة.

## وصلات خارجية
- الموقع الرسمي
- ستيفاني آدامز على موقع IMDb (الإنجليزية)
- ستيفاني آدامز على موقع قاعدة بيانات الفيلم (الإنجليزية)